# 貝爾格拉諾將軍號巡洋艦

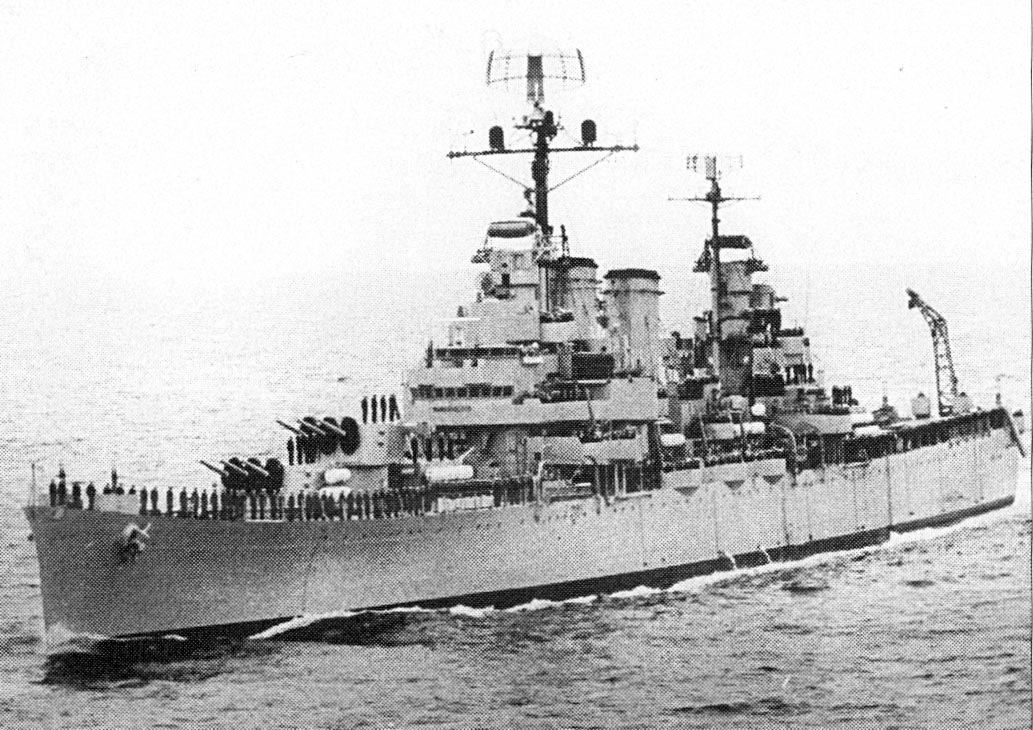
貝爾格拉諾將軍號

貝爾格拉諾將軍號（ARA General Belgrano）是阿根廷海軍一艘巡洋艦，1982年5月2日在马岛战争中被英国皇家海军核動力潛艇「征服者號」以魚雷擊沉，323人戰死。
以曼努埃尔·贝尔格拉诺命名的另一艘军舰是1899年完工的7,069噸裝甲巡洋艦「貝爾格拉諾將軍號」。

## 建造及易手
該艦为布鲁克林级轻巡洋舰，于1935年在美國建造，命名為「鳳凰城號」，1938年3月首航。1946年7月自美國海軍退役，1951年10月售予阿根廷，易名為「十月十七日號」，1965年再改名貝爾格拉諾將軍號。

## 福克兰战争
1982年阿根廷入侵福克蘭群島之后，英国於1982年4月12日宣布在福克兰群岛周围划定200海里（370）的禁航区，任何進入禁航區的阿根廷軍艦和輔助艦都可能被英軍襲擊。4月23日，英国政府通过瑞士驻布宜诺斯艾利斯大使馆向阿根廷政府传递消息：任何被认为对英国军队构成威胁的阿根廷船只或飞机都将受到攻击。4月30日，禁區被升級爲全面禁區（Total Exclusion Zone, TEZ），任何國家的船隻或飛行器都可能遭受無預警的開火。英方聲稱：“根據聯合國憲章第51條，英方會無差別地采取任何有必要的額外措施來實踐自我防衛權”。當時的聯合國海洋法公約中并無關於全面禁區（TEZ）的章程，儘管存在合法性的爭議，中立船隻仍然廣泛遵守了禁令。
阿根廷軍政府在注意到英軍特遣艦隊正向南前進時開始增援群島。4月29日，包括貝爾格拉諾將軍號在内的79.3艦隊在群島南部的伯德伍德淺灘周邊巡邏。4月30日，英軍核動力潛艇征服者號發現該艦，并在當天和次日緩慢迫近。5月1日，阿根廷的胡安隆巴多將軍命令全體阿根廷海軍單位偵察英國特遣艦隊，並在次日發動“大規模進攻”。貝爾格拉諾將軍號正在禁區外的西南海域，被命令前往東南海域。隆巴多將軍的命令被英國情報部門攔截，英國首相撒切尔夫人在諮詢內閣後同意征服者號發動攻擊。
5月2日下午3時57分，征服者號發射3枚各有800磅彈頭的「Mk 8 mod 4」魚雷，其中2枚命中貝爾格拉諾將軍號。一枚魚雷擊中船頭附近，無造成傷亡，另一枚則擊中船身後半部，造成大爆炸，日後的報告說爆炸中有275人死亡。爆炸雖然沒有引起火災，仍然使船內迅即充滿濃煙，爆炸更損壞了船上的電力設備，令它無法發出無線電求救訊號。
大量海水從魚雷造成的缺口湧入船內，由於電力中斷，無法把水抽走，船隻開始下沉。下午4時24分艦長邦索下令棄船，船上人員乘救生艇逃生。
此時兩艘護航的驅逐艦不知道貝爾格拉諾將軍號的處境，亦沒有看到求救火箭或燈號，繼續向西航行。後來兩艦知道時，天色已黑，惡劣天氣把救生艇沖散了。在寒冷天氣、狂風及巨浪沖擊下，有些人在救生艇上凍死。
阿根廷及智利船隻從5月3日至5日間救起770人，另外323人喪生，占到了战争中阿军战死人649人的一半。
此艦被擊沉以後，一直保持著二戰後被擊沉最大噸位軍艦的紀錄，直至2022年4月莫斯科號飛彈巡洋艦於俄烏戰爭中被擊沉為止。

## 擊沉該艦的爭議
主要爭議有：
- 攻擊該艦時它正駛離福克蘭群島

當時它並非駛回港口，而是駛向指定地點等待新指示。
- 它在200海浬禁區範圍以外

4月23日英國透過瑞士大使館轉告阿根廷政府，任何可能對南大西洋英軍造成威脅的阿根廷船隻或飛機可遭攻擊。此外，英國在擊沉貝爾格拉諾將軍號前修改了交戰規則，以容許在禁區外攻擊它。
- 擊沉它使阿根廷維持強硬立場，令和平解決事件的希望幻滅

從當時形勢來說，除非阿根廷人完全撤出福島，否則英國不會停止軍事行動。
- 主要決策者在發出指示時，不知道該艦正駛離福島

英國歷史學家Lawrence Freedman在其中一本著作說撒切尔夫人及內閣在攻擊前不知道該艦已經改變航向，因為征服者號的最新情報未有傳達至國防大臣或特遣艦隊司令伍德沃德海軍少將那裡。伍德沃德在他有份寫的「One Hundred Days」一書中指出他認為貝爾格拉諾將軍號是一項針對特遣艦隊的鉗形攻勢的一部份，需要迅速擊沉它，他又寫道「一艘敵艦的航速及方向可以無關重要，因為兩者可迅速改變，最重要是它的位置、實力及他認為它有何意圖。」但2020年，美国《华盛顿邮报》与德国电视二台的调查发现，美国与西德情报机关通过阿根廷海军使用的、装有后门程序的瑞士克里普陀加密器早已得知了阿根廷海军的全部动向和该舰的具体位置。

## 该舰资料
- 排水量：9,575噸（空），12,242噸（滿載）
- 長度：185米
- 寬度：18.9米
- 吃水：5.9米
- 航速：32.5節（每小時60公里）
- 人員：1,138官兵
- 武器：
  - 9門6英吋（152毫米）主炮
  - 8門5英吋（127毫米）高射炮
  - 40毫米及20毫米高射機關炮
  - 2台英製「海貓」艦對空導彈系統（1968年加置）
  - 2架直升機